# Andreas Sidkvist
Andreas Vallentin Jonas Sidkvist, född 20 maj 1981 i Trångsunds församling i Stockholms län, är en svensk social entreprenör, miljöaktivist, kommunikatör och politiker. Han är partiledare för MoD - Mänskliga rättigheter och Demokrati, som är motståndare till svenskt EU- och NATO-medlemskap.

## Miljöengagemang
För att värna miljön har Sidkvist argumenterat för vikten av både politiska och individuella insatser.
Tillsammans med Susanna Elfors startade han 2019 kampanjen Tågsemester, som han var aktiv med till 2021. Med sociala media, mässor och resebyråer ville de inspirera och hjälpa folk att ta tåget på semesterresan. För deras tågarbete fick de 2020 Naturvårdsverkets Miljömålspris som årets inspiratör. De utnämndes också av Aftonbladet till Årets hållbarhetshjälte 2020.

## Vacciner
Under Covid-19-pandemin argumenterade Sidkvist mot vaccinering, genom en kampanj med namnet Kavla ner. PR-konsulten och Moderaternas tidigare gruppledare i riksdagen, Lars Lindblad, anklagade honom för att vara en "foliehatt" med uppmaningen att "Sidkvist ska bannlysas inom offentlig verksamhet" då det "är direkt olämpligt" att han fortsätter att arbeta med offentliga myndigheter och bolag.

## Politik
Andreas Sidkvist var 2021 med och grundade partiet MoD - Mänskliga rättigheter och Demokrati, och han är dess förste partiledare. Som partiledare har han argumenterat för yttrandefrihet och en förhandlad fred i det Rysk-ukrainska kriget, mot vaccinpass, mot svenskt EU- och NATO-medlemskap, och mot svenska vapenleveranser till Ukraina. Han stod som andra namn på partients valsedel inför riksdagsvalet 2022 och som förstanamn på valsedeln inför EU-valet 2024, men med 0,09 respektive 0,19 procent av rösterna fick partiet inga mandat.